# Марта Петкова
Марта Петкова Петкова е българска балерина, художествена ръководителка на балета на Националната опера и балет от 2022 г.

## Биография
Марта Петкова е родена на 14 януари 1986 година в София, в семейството на Петко Петков от групата „Трамвай номер 5“. Учи в Държавното хореографско училище в София. През 1999 г. участва в Международните балетни конкурси в Талин (Естония) и Люксембург и е финалистка. След като на Международния балетен конкурс във Варна получава наградата „Силвия Ко - Япония“ за млада надежда (2000), тя е поканена да продължи образованието си в Киров Академи (Вашингтон, САЩ). През 2002 г. постъпва в трупата на Софийската опера и балет. През 2007 г. става примабалерина в трупата и танцува множество партии. От 2022 г. е художествена ръководителка на балета на Националната опера и балет.

### Роли
Марта Петкова изпълнява централни роли в много класически и съвременни балетни постановки, сред които
- Мари – „Лешникотрошачката“
- Жизел и Митра – „Жизел“
- Одета/Одилия – „Лебедово езеро“
- Аврора – „Спящата красавица“
- Китри и Повелителницата – „Дон Кихот“
- Жулиета – „Ромео и Жулиета“
- Мария – „Козият рог“

### Преподавателска и хореографска дейност
Освен изявите си на сцената, Марта Петкова се занимава с преподаване и хореография. Води майсторски класове, участва като жури в международни конкурси и подкрепя развитието на млади изпълнители.[източник? (Поискан днес)]

### Личен живот
Женена е за балетиста Никола Хаджитанев, неин партньор и на сцената. Имат една дъщеря.

## Награди
- Голямата награда на Националния балетен конкурс „Анастас Петров“ (2000)[1]
- Наградата за млада надежда от Международния балетен конкурс във Варна (2000)[1]
- Награда от Министерството на културата за млад талант (2006)[1]
- Награда „Кристална лира“ – 2011, награда от Съюза на музикалните и танцови дейци в България за постижения в балетното изкуство и специално за ролите ѝ в балета Лебедово езеро.[1]
- Награда „Кристална лира“ – 2019, за цялостен принос в балетното изкуство.[1]
- Наградата на Столична община (2022)[1]